# Ivar Wallerius
Ivar Daniel Wallerius, född den 12 juli 1870 i Göteborg, död där den 3 april 1933, var en svensk präst och geolog.

## Biografi
Wallerius blev student vid Lunds universitet 1888, där han 1895 promoverades till filosofie doktor efter naturvetenskapligt specimen, Undersökningar över zonen med Agnostus loevigatus i Västergötland, sedan han förut avlagt även teologiska ämbetsexamina. Prästvigd 1896 blev han redan 1902 kyrkoherde i Göteborgs Gamlestadsförsamling. Han blev inspektor för Göteborgs östra realskola 1923, kontraktsprost i domprosteriets södra kontrakt 1927 och teologie hedersdoktor samma år. Wallerius var ledamot av styrelsen för Göteborgs bibelsällskap, ordförande i Sankt Pauli barnhem, ledamot av Göteborgs kyrkonämnd och ordförande i Göteborgs barnavårdsnämnd, ordförande i Göteborgs stiftskrets av Kyrkosångens vänner samt kretsens ombud i centralstyrelsen. Han var redaktör för Göteborgs Stifts-Tidning under en följd av år. Vid prästmötet 1927 var han preses med avhandlingen Kristendomens självständighetskrav och 1929 stod han på biskopsförslag i Göteborgs stift. Han blev ledamot av Nordstjärneorden 1914 och kommendör av andra klassen 1931. Wallerius blev sina naturvetenskapliga intressen från de första Lundaåren trogen genom åren. Han hopbragte bland annat ganska betydande mineralogiska samlingar och medarbetade också gärna i facktidskrifterna på området.

## Familj
Ivar Wallerius var son till fängelsepredikanten Theodor Wallerius och Kristina Wallerius, född Beckman. Han var äldre bror till Adolf Wallerius och ättling i sjätte led till biskop Daniel Larsson Wallerius. Han gifte sig den 2 juli 1903 med Agnes Maria Fjellman, dotter till Mathias Fjellman, överste och chef för Bohusläns regemente, och Anna Georgina Magdalena Fjellman, född Pettersson. De var föräldrar till Maria Wallerius-Lindekrantz. Makarna Wallerius är begravna på Östra kyrkogården i Göteborg.